# Distretto di Sam Phran
Il distretto di Sam Phran (in thailandese: สามพราน) è un distretto (amphoe) della Thailandia situato nella provincia di Nakhon Pathom.
Il 10 maggio 1993 fu teatro dell'incendio della fabbrica di giocattoli Kader, il più grave incendio in uno stabilimento industriale, con un bilancio di 188 vittime e 469 feriti.